# 翻江镇
翻江镇，是中华人民共和国湖南省湘潭市湘乡市下辖的一个乡镇级行政单位。
翻江镇位于湘乡西北部，距湘乡市45公里，地处褒忠山西麓，东临月山镇，南接壶天镇。总面积133.39平方公里，下辖16个村，2个居委会，451个村(居)民小组。2010年年末总人口43231人，耕地面积30199.14亩，其中水田25783亩。

## 行政区划
翻江镇下辖以下地区：杨家湾居委会、曾家山居委会、农林村、桃林村、翻江村、高桥村、吉长村、大乐村、黄塘村、中山村、歧山村、洪门村、双溪村、荷花桥村、菖蒲塘村、林章村、崟塘村、杨岗村。